# Holenbeer

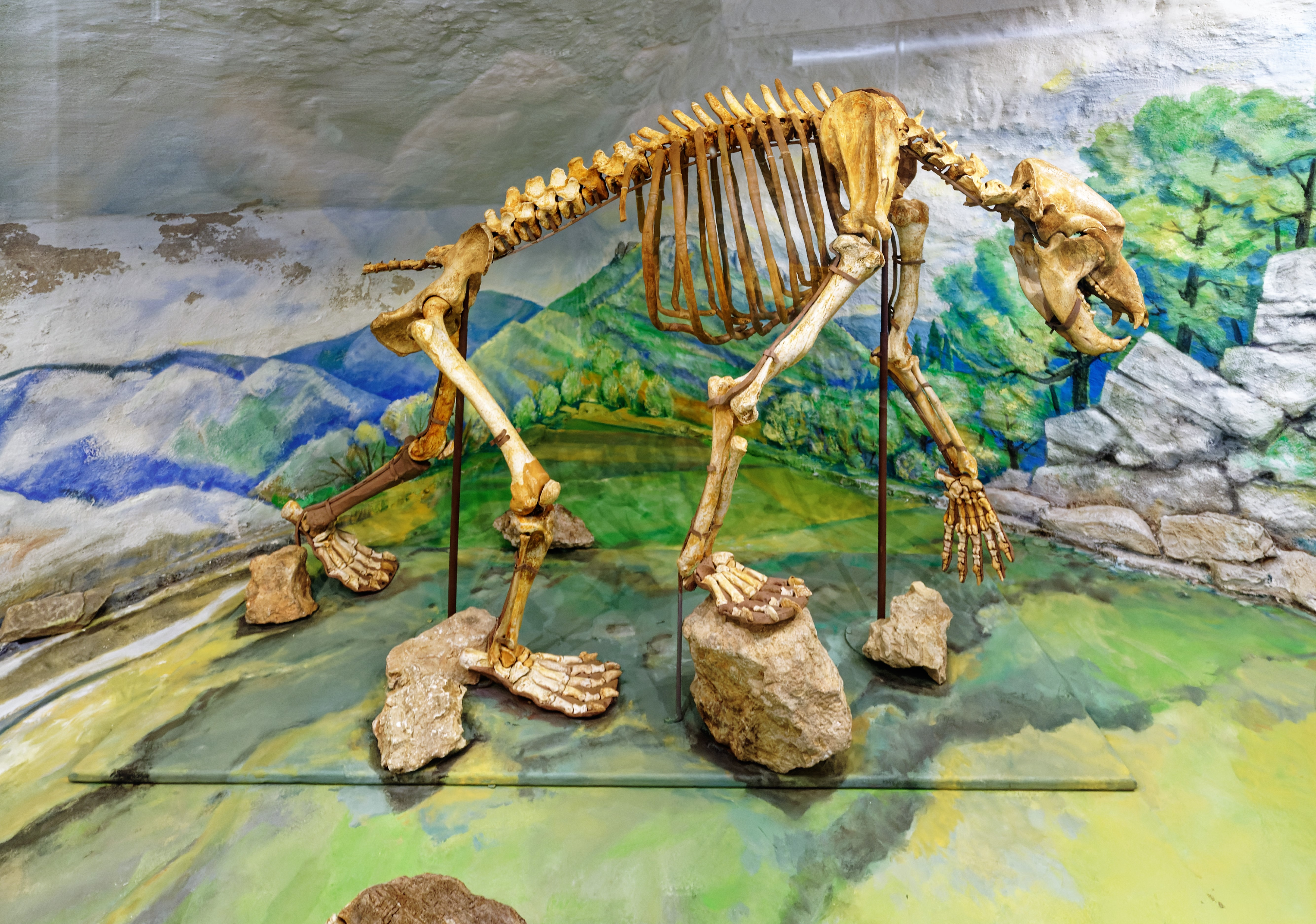
Skelet

De holenbeer (Ursus spelaeus) was een grote berensoort die leefde tijdens het Pleistoceen. Hij kwam voor in grote delen van Europa, van het zuiden van Engeland tot in de Kaukasus. De mannelijke exemplaren konden tot 3,5 meter hoog zijn wanneer ze op hun achterpoten stonden en tot rond 600 kilo wegen. Dit is ongeveer drie keer het gewicht van een doorsnee Europese bruine beer en even zwaar als de grootste hedendaagse beren, er waren ook exemplaren van 1000 kilo. De holenbeer en de bruine verschilden niet alleen in grootte, maar weken ook in andere opzichten van elkaar af. Zo werd de holenbeer onder meer gekenmerkt door een minder geprononceerde snuit en een lager voorhoofd. Zijn voorpoten waren langer en sterker dan zijn achterpoten. De holenbeer at hoofdzakelijk plantaardig voedsel.
Resten zijn aangetroffen in samenhang met vroege menselijke bewoning, onder meer in de Hermannshöhle in Duitsland. Ook in Nederland zijn fossiele resten gevonden.
Op het eiland Groot-Ljachovski in Siberië werd in 2020 een zo goed als intact karkas van een beer gevonden. Onderzoekers dachten in eerste instantie dat het een holenbeer betrof van tussen de 22.000 en 39.500 jaar geleden, maar later bleek het een bruine beer van slechts 4.500 jaar geleden te zijn.

## In populaire cultuur
In Jean Marie Auels roman 'De stam van de holenbeer' is de holenbeer ('Ursus' genoemd) de oppergod van de neanderthalers, omdat hij de mensen heeft geleerd om in grotten te wonen. Het gegeven dat de beer bij mensen in een grot leefde is in het boek opgenomen.

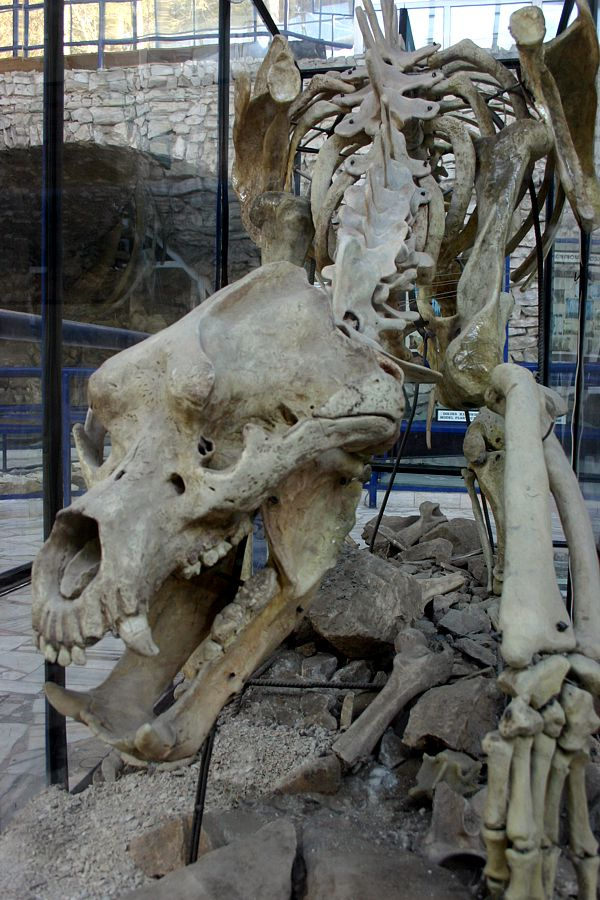
Voorzijde skelet
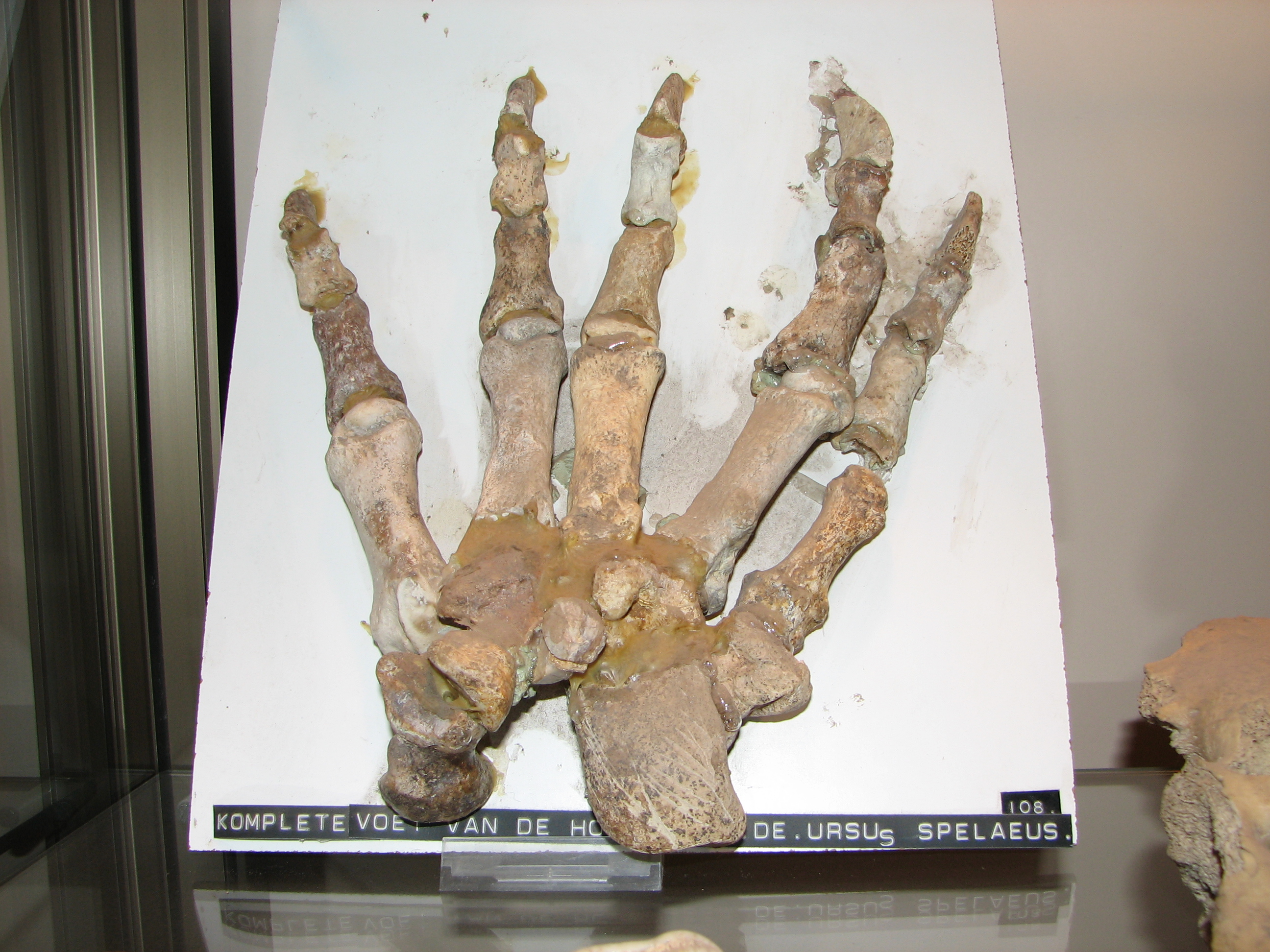
Botresten van de klauw
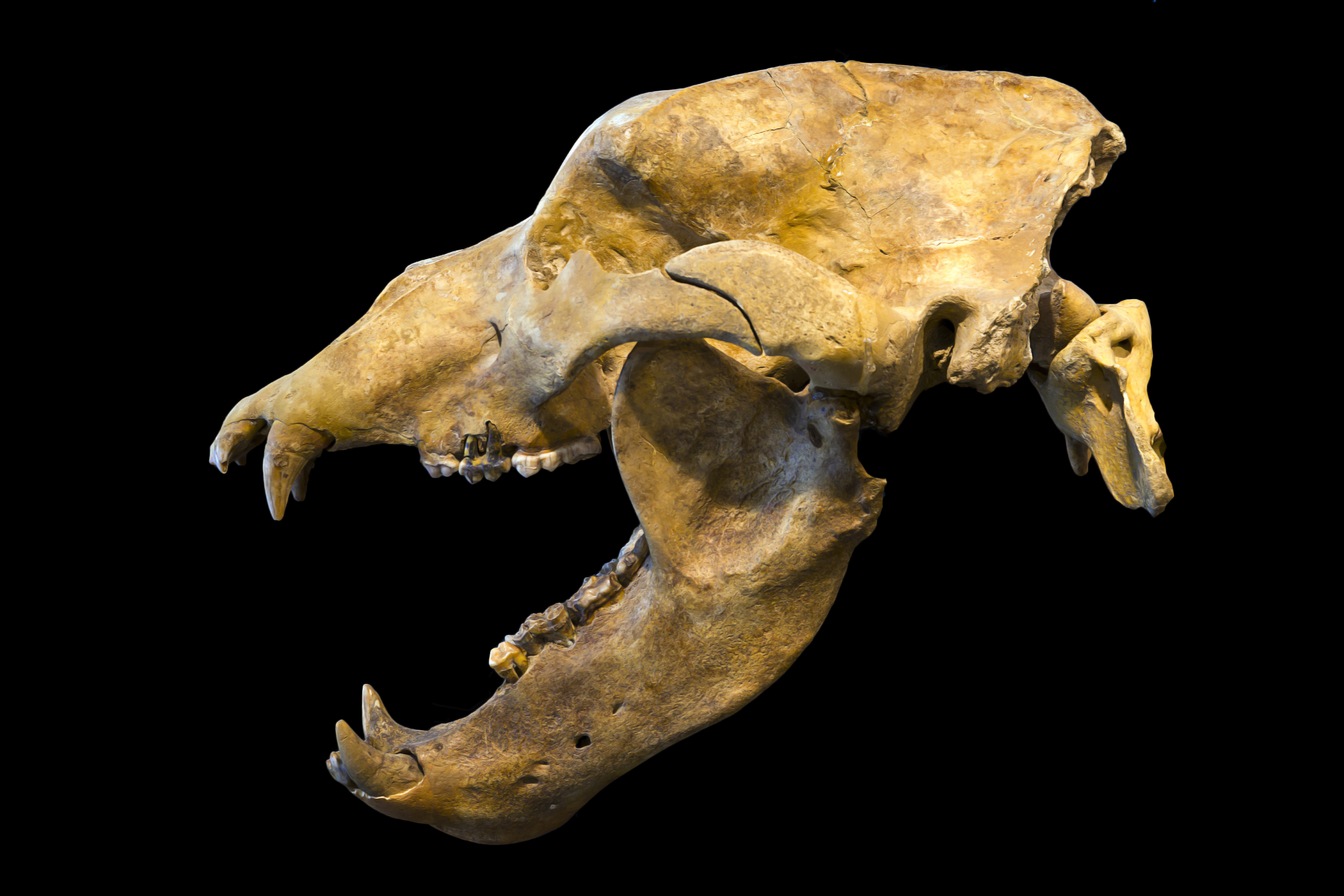
Schedel